# Ugo Ferrante
Ugo Ferrante (Vercelli, Provincia de Vercelli, Italia, 18 de julio de 1945 - Vercelli, Provincia de Vercelli, Italia, 29 de noviembre de 2004) fue un futbolista italiano. Se desempeñaba en la posición de defensa.

## Selección nacional
Fue internacional con la selección de fútbol de Italia en 3 ocasiones. Debutó el 10 de mayo de 1970, en un encuentro amistoso ante la selección de Portugal que finalizó con marcador de 2-1 a favor de los italianos.

### Participaciones en Copas del Mundo
| Mundial                        | Sede   | Resultado  |
| ------------------------------ | ------ | ---------- |
| Copa Mundial de Fútbol de 1970 | México | Subcampeón |

## Clubes
| Club                | País   | Año         |
| ------------------- | ------ | ----------- |
| A. C. F. Fiorentina | Italia | 1963 - 1972 |
| Lanerossi Vicenza   | Italia | 1972 - 1976 |

## Palmarés

### Campeonatos nacionales
| Título      | Club                | País   | Año     |
| ----------- | ------------------- | ------ | ------- |
| Copa Italia | A. C. F. Fiorentina | Italia | 1965-66 |
| Serie A     | A. C. F. Fiorentina | Italia | 1968-69 |

### Copas internacionales
| Título       | Club                | País   | Año  |
| ------------ | ------------------- | ------ | ---- |
| Copa Mitropa | A. C. F. Fiorentina | Italia | 1966 |